# Львовський Михайло Григорович
Львовський Михайло Григорович (1919—1994) — російський поет, драматург, публіцист, сценарист. Лауреат Державної премії РРФСР ім. Крупської (1981). Заслужений діяч мистецтв РРФСР (1985). 

## Біографія
Народ. 22 липня 1919 р. в Ростові-на-Дону. Закінчив Літературний інститут ім. М. Горького (1952).
Літературну діяльність розпочав у 1941 р. Автор п'єс: (рос.)«Димка-невидимка» (1954), «Кристаллы П. С.» (1956), «Поцелуй феи» (1956), «Здравствуй, Катя!» (1960), «Друг детства» (1961), «Настоящий мужчина» (1966).  
Писав вірші та сценарії до мультфільмів та фільмів для дітей і юнацтва.
Співавтор сценарію з З. Гердтом українського фільму «Я більше не буду» (1975, реж. Є. Шерстобитов).
Був членом Спілки письменників Росії.
Помер 30 жовтня 1994 р. 

## Фільмографія
Сценарист:
- «Знову двійка» (1957, мультфільм, у співавт.)
- «Рижик» (1960, фільм, за повістю О. Свірського)
- «Я вас любив…» (1967)
- «Крапка, крапка, кома…» (1972)
- «Димка-невидимка» (фільм-спектакль, автор п'єси)
- «Це ми не проходили...» (1975)
- «Я більше не буду» (1975, у співавт.)
- «Сніданок на траві» (1979)
- «У моїй смерті прошу звинувачувати Клаву К.» (1979; Державна премія РРФСР ім. Крупської, 1981)